# Unidad frontal
En España se da este nombre a una unidad que aparece bordeando la zona interna bética de forma discontinua. Es una unidad constituida principalmente por rocas carbonatadas del mesozoico. No están afectadas por metamorfismo. Se suelen presentar en sucesiones de fallas o cabalgando o siendo cabalgados por el complejo maláguide y el complejo alpujárride. El afloramiento más amplio y destacado lo forma la masa de la Sierra de las Nieves (Málaga) y sus prolongaciones en Sierra Prieta, Sierra de Alcaparaín y en la Sierra Crestellina. Encontramos dos dominios dentro de las unidades frontales:
1. Dominio dorsal: afín al complejo maláguide: muy poco representado
2. Dominio Rondaide: afín al complejo alpujárride: es mucho más abundante en afloramientos.

## Dominio Rondaide
La unidad representativa de los rondaides es la Unidad de las Nieves, que es prácticamente la única unidad de los rondaides, y suele aparecer asociada al complejo alpujárride. La serie estratigráfica del dominio rondaide está formado por:
1. Dolomías: en la parte inferior. Son de un gran espesor.
2. Calizas tableadas: situadas justo por encima.
3. Calizas con nódulos de sílex: que indican gran profundidad en la sedimentación.
4. Niveles carbonatados del jurásico.
5. Margas esquistosas: del cretácico y paleozoico.
6. Brecha de la Nava: es el estrato más característico del mioceno inferior.

- Datos: Q6156153